# Krenopelopia alba
Krenopelopia alba är en tvåvingeart som först beskrevs av Tokunaga 1937.  Krenopelopia alba ingår i släktet Krenopelopia och familjen fjädermyggor. Inga underarter finns listade i Catalogue of Life.